# Betty Sabajo-Cederboom
Betty Sabajo-Cederboom is een Surinaams socioloog en voorspreker van vrouwenrechten. Ze is mede-oprichter van het Women's Rights Centre en sinds 2017 directrice van het Medisch Wetenschappelijk Instituut.

## Biografie
Op 27 januari 1997 was zij een van de oprichters van de stichting Women's Rights Centre (WRC), samen met Carla Bakboord, Karin Refos en Nadia Raveles. Rond 2005 is zij lid van de stichting voor vrouwen en ontwikkeling Projekta en woordvoerder voor de Caribbean Network of Rural Women Producers (CANROP). Zij ondersteunde onder meer een landbouwproject voor de conservering van awarra's in het inheemse dorp Powakka. Hierdoor werd het voor de vrouwen in het dorp mogelijk om awarra's te konfijten waardoor ze geschikt werden voor export naar Nederland.
Van 2001 tot 2009 bestudeerde ze onderzoeksmethoden in de sociologie aan de AdeKUS/IGSR en slaagde hier achtereenvolgens met een master- en doctorsgraad.
In 2015 werd zij aangesteld als plaatsvervangend manager op het ministerie van Justitie en Politie. Hier werkte zij onder meer aan een hervormingsproject van de EU binnen de justitiële sector. In september 2017 trad zij aan als hoofd van het Medisch Wetenschappelijk Instituut.